# Europaparlamentets utskott för jordbruk och landsbygdens utveckling
Europaparlamentets utskott för jordbruk och landsbygdens utveckling (engelska: European Parliament Committee on Agriculture and Rural Development, AGRI) är ett av Europaparlamentets 20 ständiga utskott för att bereda ärenden i parlamentet. 
Utskottets nuvarande ordförande, vald den 10 juli 2019, är den tyske Europaparlamentsledamoten Norbert Lins (EPP).

## Presidium
| Namn                | Funktion i utskottet | Land     | Grupp | Bild |
| ------------------- | -------------------- | -------- | ----- | ---- |
| Norbert Lins        | Ordförande           | Tyskland | EPP   |      |
| Francisco Guerreiro | Viceordförande       | Portugal | G/EFA |      |
| Daniel Buda         | Viceordförande       | Rumänien | EPP   |      |
| Mazaly Aguilar      | Viceordförande       | Spanien  | ECR   |      |
| Elsi Katainen       | Viceordförande       | Finland  | RE    |      |